# غونزالو أركونادا
غونزالو أركونادا (بالإسبانية: Gonzalo Arconada Echarri) هو مدرب كرة قدم ولاعب كرة قدم إسباني، ولد في 23 يوليو 1961 في سان سيباستيان في إسبانيا. لعب مع ريال جيان.

## وصلات خارجية
- غونزالو أركونادا على موقع Soccerway.com (الإنجليزية)
- غونزالو أركونادا على موقع عالم كرة القدم.نت (الإنجليزية)